# Zosterops anomalus
Zosterops anomalus — вид воробьиных птиц из семейства белоглазковых.

## Распространение
Эндемики Сулавеси (Индонезия).

## Описание
Длина тела 12 см. Клюв чёрный, ноги от бледно-серых до голубовато-зелёных. Корона и верхняя сторона тела в основном оливково-зелёные. Горло, верх грудки и подхвостье желтые. Брюшко белое. Самец и самца похожи, молодые особи не описаны.

## Биология
Гнездо представляет собой относительно плоскую чашу, снаружи полностью покрытую колючими веточками мимозы. Информация о рационе отсутствует.

## Охранный статус
МСОП присвоил виду охранный статус LC.